# Okres Bratislava III
Okres Bratislava III je jeden z okresů Slovenska. Leží v Bratislavském kraji a tvoří severní část hlavního města. Sousedí na jihu s okresy hlavního města a na severu s okresy Pezinok, Malacky a Senec.
Na jeho území se nacházejí tři městské části, z nichž největší je Nové Město. Rozlohou a počtem obyvatel je druhým nejmenším bratislavským okresem.

## Administrativní členění
- Města: Bratislava
- Městské části: Nové Mesto, Rača, Vajnory